# Violet (album)
Violet je druhé studiové album kanadské hudební skupiny The Birthday Massacre, které vyšlo v roce 2004 jako EP a o rok později jako LP.

## Seznam skladeb

### EP
| Pořadí | Název      | Hudba               | Text           | Délka |
| ------ | ---------- | ------------------- | -------------- | ----- |
| 1.     | Prologue   | Rainbow, M. Falcore |                | 0:37  |
| 2.     | Lovers End | Rainbow, M. Falcore | Rainbow, Chibi | 4:18  |
| 3.     | Violet     | Rainbow, M. Falcore | Rainbow        | 3:37  |
| 4.     | Red        | J. Aslan            |                | 1:17  |
| 5.     | Play Dead  | Rainbow, M. Falcore | Rainbow, Chibi | 4:47  |
| 6.     | Blue       | Rainbow             | Rainbow        | 4:29  |
| 7.     | Black      | J. Aslan            |                | 1:34  |
| 8.     | Holiday    | Rainbow             | Rainbow, Chibi | 5:15  |
| 9.     | Nevermind  | Rainbow, M. Falcore | Rainbow        | 4:45  |

### LP
| Pořadí | Název          | Hudba               | Text           | Délka |
| ------ | -------------- | ------------------- | -------------- | ----- |
| 1.     | Prologue       | Rainbow, M. Falcore |                | 0:38  |
| 2.     | Lovers End     | Rainbow, M. Falcore | Rainbow, Chibi | 4:14  |
| 3.     | Happy Birthday | Rainbow             | Rainbow        | 3:39  |
| 4.     | Horror Show    | Rainbow, M. Falcore | Rainbow        | 4:06  |
| 5.     | Violet         | Rainbow, M. Falcore | Rainbow        | 3:37  |
| 6.     | Red            | J. Aslan            |                | 1:11  |
| 7.     | Play Dead      | Rainbow, M. Falcore | Rainbow, Chibi | 4:47  |
| 8.     | Blue           | Rainbow             | Rainbow        | 4:30  |
| 9.     | Video Kid      | Rainbow             | Rainbow        | 4:34  |
| 10.    | The Dream      | Rainbow, M. Falcore | Rainbow, Chibi | 3:51  |
| 11.    | Black          | J. Aslan            |                | 1:29  |
| 12.    | Holiday        | Rainbow             | Rainbow, Chibi | 5:14  |
| 13.    | Nevermind      | Rainbow, M. Falcore | Rainbow        | 4:36  |